# 中川達彦
中川 達彦（なかがわ たつひこ、1969年7月29日 -）は、日本の空手家、プロレスラー。東京都出身。空手家としては打撃武道我円所属。プロレスラーとしては王子キツネ空手軍所属。

## 来歴

### 空手家
2008年8月31日、喧嘩イベント・Shibuya CLUB ATOM「KRUNCH」に出場しプロデビュー（ハンマー・ミノル戦）。40歳でデビューしたため、異名は“史上最強中年”であった。2009年8月23日、東京・多摩永山情報教育センター多目的ホールにて行われた「山本喧一プロデュース TFC タイタン・ファイティング・チャンピオンシップ5〜無差別級オープントーナメント〜」にうなぎ拳法使いとして参戦。この時点での競技歴は「キックボクシング1年、柔道6年、KRUNCH4回、ナイトキング1回、空手2回」
というものであった。
2014年2月15日、空手家・上田晃裕のインフルエンザによる欠場の代打として、プロレスリングHEAT UP、王子・BASMENT MON☆STARにおける王子版異種格闘技戦「プロレス対空手」と名付けられた石田慎也＆影山道雄戦（パートナーはたけむら光一）に出場し、プロレス初登場。試合はたけむらの下段回し蹴りで石田から勝利。
3月15日、プロレスリングHEAT UP、王子・BASMENT MON☆STAR大会で「プロレス対空手」第2弾として石田慎也とシングルマッチ。マフラーホールドで敗北。
5月24日、プロレスリングHEAT UP、王子・BASMENT MON☆STAR大会で「相撲対空手」として星誕期＆柴山貴哉組と対戦（パートナーはたけむら光一）。たけむらのランニングミドルキックで勝利。狐の街でもある王子発の空手軍として「王子(キツネ)空手軍」（のちに王子キツネ空手軍）の結成を表明した
その後、2014年6月7日、COMBOの「ツバイダーマン危機一髪マッチ」。7月25日小笠原道場「押忍闘夢」。8月20日、バトルエイド参戦。
またHEAT-UPにおいてもたけむら光一をパートナーに8月31日に空手対無宿として新井健一郎＆PSYCHO戦、10月25日にハードヒット対空手として服部健太＆岩本煌史戦、11月23日に空手対名古屋として柴山貴哉＆タケシマケンヂ戦と相次いで組まれた。総決算として12月13日に同門対決、たけむら光一戦も実現。左ハイキックからのレフェリーストップにて敗れる。
2015年2月15日、王子神谷・シアター・バビロンの流れのほとりにてで行われた「月闘トーナメント」に出場。1回戦で瓦井寿也に勝利も、準決勝で松本崇寿に敗れる。以後月闘の常連となり、7月には「月闘」を主催するシアタープロレス花鳥風月にも参戦。同年12月6日、沖縄初のケージマッチ「LOCKED ON CAGE IMPACT」でメインイベントを務めた。

### シアタープロレス花鳥風月

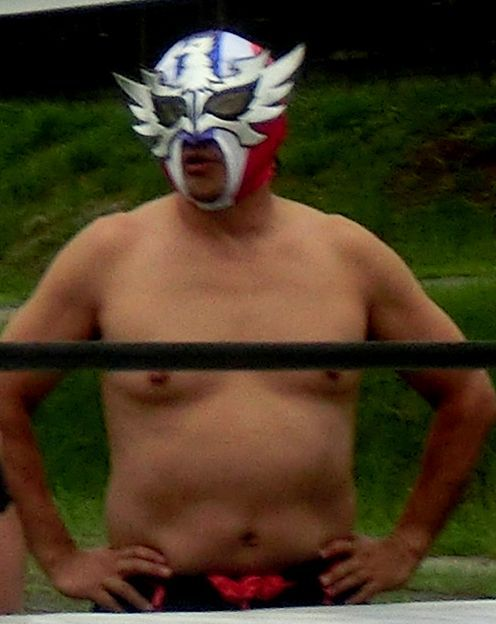
ムエタイキング

2016年1月5日、シアタープロレス花鳥風月サイトにて、王子キツネ空手軍・中川達彦が所属選手となったことが発表される。
所属初試合は月闘における焙煎たがい。&関友紀子戦（パートナーはHAMATANI）。ムエタイマシン軍の勧誘にあい、一時は「ムエタイキング中川達彦」なる覆面レスラーとなる。2016年5月に行われたムエタイホンモノ決定戦では明言こそないものの、再び「ムエタイキング」として出場した。
8月21日、東京・立川コロッセオで元K-1戦士の内田ノボルと和式キックボクシングルールで対戦し判定負け。
10月15日、東京・立川コロッセオ「CMA KAISER×KINGDOM EHRGEIZ」において瓜田幸造と対戦も判定負け。
11月13日、東京・新宿フェイス「ムエローク 2016 4th」で「ムエタイマシーン」名義でビッグ・ラジャサクレックと対戦し勝利。
12月4日、石川・ホテル金沢で行われた「SAMURAIあばれ祭10 藤田雅幸 引退試合」において喜多信行を倒しあばれ祭オヤジ重量級王座を初防衛。
2017年1月25日、激闘真2大会にて菅原伊織を飛び付き腕十字で破り、第5代インターナショナルマーシャル王者となる。
5月21日、キックボクシング ZONE 6においてラウェイルールで清水和磨（大道塾）と対戦。3R 55秒でTKO負け。7月23日、矢郷良明、サイレンサーとともに矢郷軍「チームオーバーキル」を結成。
2018年11月発売の週刊プロレス増刊「プロレスラー選手名鑑2019」では花鳥風月所属選手から外されており、この年までに退団扱いとなっているが、オーバーキルとしての参戦は継続中。

## 人物
実弟はキックボクサーの紅闘志也。
喧嘩を売ったことはないが、売られたら買うという若き日を過ごし、全戦全勝だったという。兄弟喧嘩も負けたことがなく、その影響で紅は格闘技を始めた。
40過ぎでプロ格闘技デビュー。ここで初めてきちんとキックや空手など格闘技の基本を学んだ。プロレスデビュー戦の相手はピンクタイガー総帥戦。
キックボクシング、ケージファイトで使用している「尊師」のリングネームは紅が冗談で付けたもの。

## 得意技
- 胴回し回転蹴り[19]
- 前蹴り

## 入場曲
- 「バカサバイバー」ウルフルズ[19]

## 獲得タイトル
- SAMURAIあばれ祭オヤジ重量級2015年暫定王座[20]
- インターナショナルマーシャル王座（第5代）